# Términos y condiciones de uso

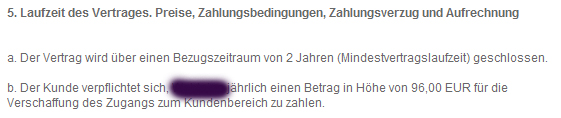
Ejemplo de información de precios oculta en los términos y condiciones generales de un contrato de suscripción engañoso.

Los términos y condiciones de uso (también conocidos cómo términos y condiciones) son un contrato legal entre el proveedor de un servicio y la persona que quiere usar dicho servicio. La persona debe aceptar cumplir estos términos para usar el servicio ofertado. Los términos de uso pueden ser también para descargar la responsabilidad, especialmente en el uso de sitios web. Normalmente el lenguaje vago y las oraciones largas y complejas usadas en los términos de uso han traído preocupaciones acerca de la privacidad del cliente y ha hecho que aumente la conciencia pública con respecto a este tema.  

## Uso
El contrato de términos de uso tiene  un propósito legal y es usado por compañías que dan servicios de software, como buscadores web, comercio online y redes sociales. Un acuerdo de términos de servicio legítimo es legalmente vinculante y puede estar sujeto a cambios. Las compañías pueden hacer cumplir los términos negando el servicio. Los clientes pueden hacerlos cumplir presentando una demanda en el caso de que puedan demostrar que realmente se vieron perjudicados por el incumplimiento de los términos.

## Contenido
El contenido de los Términos y Condiciones debe ajustarse al RGPD (Reglamento General de Protección de Datos), que es un reglamento que entró en vigor en 2016 y que debe ser cumplido por todas las empresas que operen en la Unión Europea y tiene como objetivo brindar un mayor control y seguridad a los usuarios sobre sus datos digitales. 
Este contenido debe cumplir el principio de transparencia, lo cual implica que la información facilitada en los términos y condiciones debe ser concisa, fácilmente accesible y fácil de entender. El lenguaje utilizado debe ser claro y sencillo. El incumplimiento de este principio puede darse mediante un lenguaje ambiguo o una alta complejidad a la hora de encontrar alguna información, lo cual es ilegal. 
La RGPD incluye 5 derechos principales que deben verse reflejados en el contrato de términos y condiciones:
- Derecho a la información: Cuando se obtienen tus datos de carácter personal, la empresa debe facilitar en los términos de uso cierta información, como datos del responsable del tratamiento de datos, finalidad de dichos datos, base jurídica, cesiones a terceros, contacto del responsable y, en caso de haber datos obtenidos de terceros, fuente de procedencia e información recabada.

- Derecho de acceso: El servicio debe facilitar el acceso del usuario a sus propios datos, de forma que se pueda obtener una copia de los mismos, así como conocer la finalidad de su uso, los destinatarios, los plazos de conservación de datos, los derechos del interesado y la transferencia a terceros.

- Derecho a la rectificación: El servicio debe aportar información acerca de cómo completar los datos personales que sean incorrectos o estén incompletos.

- Derecho a la supresión: En este contrato deben venir indicados los motivos y maneras de solicitar la supresión de sus datos personales.

- Derecho a la oposición: En los términos y condiciones el servicio debe informar del objetivo y el uso de los datos de carácter personal ya que el usuario puede oponerse en algunos casos. Estos casos serían por un lado cuando el uso de esos datos sea de interés público incluida la elaboración de perfiles, o bien cuando el uso de esos datos tenga como objetivo mejorar la comercialización de un producto (mercadotecnia).

Un acuerdo de términos de servicio generalmente contiene las siguientes secciones:
- Desambiguación y definición de palabras y frases clave.
- Responsabilidades del usuario:
  - Uso adecuado o esperado y la definición de mal uso.
  - Responsabilidad por las acciones, el comportamiento y la conducta en línea.
  - A veces contiene una cláusula de arbitraje que detalla el proceso de resolución de disputas y los derechos limitados para presentar un reclamo ante los tribunales.
- Derechos del usuario: la información descrita anteriormente.
- Descargo o limitación de responsabilidad que aclara la responsabilidad legal del sitio por los daños sufridos por los usuarios.
- Notificación al usuario sobre la modificación de los términos, si se ofrece.

## Concienciación pública
En 2017, la artista Joana Moll compró por 136€ un millón de perfiles de una app de citas norteamericana que opera a nivel global. Estos perfiles incluían fotos, nombres de usuarios, direcciones de email, nacionalidades, géneros, edades e información personal tales como orientación sexual, intereses, profesión y rasgos físicos y de personalidad. Con estos perfiles, Joana Moll creó un proyecto, “The Dating Brokers”, con la intención de exponer a las compañías que están comerciando con la información personal de los usuarios sin el consentimiento consciente de los mismos. Este proyecto simula una página web de subastas de perfiles. 
“Terms of Service; Didn’t Read”, es un grupo que evalúa los términos de uso de algunos servicios digitales. Puntúa una serie de cláusulas de manera individual en función de si cumplen el RGPD, junto con una pequeña descripción. A partir de esa puntuación se le asigna una categoría a cada servicio en función de cómo cumple el reglamento. De esta forma los usuarios pueden acceder a una información resumida sin necesidad de leer los términos, que son generalmente largos.

## Demandas
Las 10 mayores multas europeas por incumplimiento de la RGPD en los términos y condiciones se reparten entre las 3 mayores compañías del mundo digital.
En primer lugar, la empresa Meta, que incluye las tres redes sociales más usadas en España (Facebook, Instagram y WhatsApp) acumula 7 de las 10 multas de mayor cantidad impuestas por incumplimiento de este reglamento. La última de ellas (y la de mayor cuantía) fue debido al traslado de datos personales a Estados Unidos y fue por valor de 1200 millones de euros a Facebook. Fue impuesta por el gobierno Irlandés. 
La segunda de mayor cantidad fue impuesta por Luxemburgo a Amazon por el incumplimiento en el tratamiento de datos. 
Las dos multas restantes de este ranking fueron impuestas a Google por valor de 90 y 60 millones de euros. 
En España, una de las multas más altas fue la impuesta a Vodafone por el envío de emails publicitarios no solicitados, la transferencia de datos a países de fuera de la UE sin cumplir los requisitos legales y la falta de un encargado del tratamiento de datos, que fue de más de 8 millones de euros. España es el país de la UE que más multas ha puesto por el incumplimiento de la protección de datos.